# Record russi del nuoto
I record russi del nuoto sono i tempi più veloci mai nuotati in una competizione da un nuotatore rappresentante la Russia.
(Dati aggiornati al 22 aprile 2025)

## Vasca lunga (50m)

### Uomini
| Gara                     | Tempo    | +              | Atleta | Data           | Evento              | Luogo                  | Ref    |
| ------------------------ | -------- | -------------- | --- | -------------- | ------------------- | ---------------------- | ------ |
| Stile libero             |          |                | |                |                     |                        |        |
| 50 m                     | 21"27    |                | Vladimir Morozov | 15 agosto 2019 | Coppa del mondo     | Singapore, Singapore   |        |
| 100 m                    | 47"11    | sf             | Kliment Kolesnikov | 28 luglio 2021 | Giochi olimpici     | Tokyo, Giappone        |        |
| 200 m                    | 1'43"90  |                | Danila Izotov | 28 luglio 2009 | Campionati mondiali | Roma, Italia           | [ 1 ]  |
| 400 m                    | 3'43"45  | b              | Nikita Lobincev | 10 agosto 2008 | Giochi olimpici     | Pechino, Cina          | [ 2 ]  |
| 800 m                    | 7'42"47  |                | Aleksandr Stepanov | 18 aprile 2023 | Campionati russi    | Kazan', Russia         | [ 3 ]  |
| 1500 m                   | 14'41"13 | b              | Jurij Prilukov | 15 agosto 2008 | Giochi olimpici     | Pechino, Cina          | [ 4 ]  |
| Dorso                    |          |                | |                |                     |                        |        |
| 50 m                     | 23"55    | sf             | Kliment Kolesnikov | 27 luglio 2023 | Coppa di Russia     | Kazan', Russia         | [ 5 ]  |
| 100 m                    | 51"78    | s              | Miron Lifincev | 30 luglio 2025 | Campionati mondiali | Singapore, Singapore   |        |
| 200 m                    | 1'53"23  | Record europeo | Evgenij Rylov | 8 aprile 2021  | Campionati russi    | Kazan', Russia         |        |
| Rana                     |          |                | |                |                     |                        |        |
| 50 m                     | 26"46    | sf             | Ivan Kozhakin | 17 aprile 2025 | Campionati russi    | Kazan', Russia         | [ 7 ]  |
| 100 m                    | 58"53    | b              | Kirill Prigoda | 27 luglio 2025 | Campionati mondiali | Singapore, Singapore   |        |
| 200 m                    | 2'06"12  |                | Anton Čupkov | 26 luglio 2019 | Campionati mondiali | Gwangju, Corea del Sud |        |
| Farfalla                 |          |                | |                |                     |                        |        |
| 50 m                     | 22"62    |                | Oleg Kostin | 19 aprile 2023 | Campionati russi    | Kazan', Russia         | [ 8 ]  |
| 100 m                    | 50"70    |                | Roman Shevliakov | 24 giugno 2025 | Coppa di Russia     | Kazan', Russia         |        |
| 200 m                    | 1'54"31  | sf             | Nikolaj Skvorcov | 12 agosto 2008 | Giochi olimpici     | Pechino, Cina          | [ 9 ]  |
| Misti                    |          |                | |                |                     |                        |        |
| 200 m                    | 1'56"75  |                | Il'ja Borodin | 24 luglio 2024 | Coppa di Russia     | Kazan', Russia         | [ 10 ] |
| 400 m                    | 4'08"05  |                | Il'ja Borodin | 25 luglio 2022 | Campionati russi    | Kazan', Russia         |        |
| Staffette a stile libero |          |                | |                |                     |                        |        |
| 4x100 m                  | 3'09"52  |                | Squadra nazionale Evgenij Lagunov (47"90) Andrej Grečin (47"00) Danila Izotov (47"23) Aleksandr Suchorukov (47"39)            | 26 luglio 2009 | Campionati mondiali | Roma, Italia           | [ 11 ] |
| 4×200 m                  | 6'59"15  |                | Squadra nazionale Nikita Lobincev (1'45"10) Michail Poliščuk (1'45"42) Danila Izotov (1'44"48) Aleksandr Suchorukov (1'44"15) | 31 luglio 2009 | Campionati mondiali | Roma, Italia           | [ 12 ] |
| Staffetta mista          |          |                | |                |                     |                        |        |
| 4x100 m                  | 3'28"49  |                | Saint-Petersburg Miron Lifincev (52"23) Kirill Prigoda (57"89) Roman Shevliakov (50"98) Egor Kornev (47"39)                   | 18 aprile 2025 | Campionati russi    | Kazan, Russia          |        |

Legenda:  - Record del mondo;  - Record europeo;
Record non ottenuti in finale: (b) - batteria; (sf) - semifinale; (s) - staffetta prima frazione.

### Donne
| Gara                     | Tempo    | +               | Atleta | Data           | Evento              | Luogo                  | Ref    |
| ------------------------ | -------- | --------------- | --- | -------------- | ------------------- | ---------------------- | ------ |
| Stile libero             |          |                 | |                |                     |                        |        |
| 50 m                     | 24"20    |                 | Marija Kameneva | 9 aprile 2021  | Campionati russi    | Kazan', Russia         |        |
| 100 m                    | 53"36    |                 | Daria Klepikova | 25 luglio 2024 | Campionati russi    | Ekaterinburg, Russia   |        |
| 200 m                    | 1'55"08  | sf              | Veronika Andrusenko | 26 luglio 2017 | Campionati mondiali | Budapest, Ungheria     | [ 13 ] |
| 400 m                    | 4'04"10  |                 | Anna Egorova | 4 aprile 2021  | Campionati russi    | Kazan', Russia         |        |
| 800 m                    | 8'18"77  | b               | Anastasiya Kirpichnikova | 29 luglio 2021 | Giochi olimpici     | Tokyo, Giappone        |        |
| 1500 m                   | 15'50"22 | b               | Anastasiya Kirpichnikova | 26 luglio 2021 | Giochi olimpici     | Tokyo, Giappone        |        |
| Dorso                    |          |                 | |                |                     |                        |        |
| 50 m                     | 27"23    |                 | Anastasija Zueva | 4 agosto 2018  | Campionati europei  | Glasgow, Regno Unito   |        |
| 100 m                    | 58"18    |                 | Anastasija Zueva | 28 luglio 2009 | Campionati mondiali | Roma, Italia           | [ 14 ] |
| 200 m                    | 2'04"94  | Record europeo  | Anastasija Zueva | 1º agosto 2009 | Campionati mondiali | Roma, Italia           | [ 15 ] |
| Rana                     |          |                 | |                |                     |                        |        |
| 50 m                     | 29"52    |                 | Julija Efimova | 4 agosto 2013  | Campionati mondiali | Barcellona, Spagna     | [ 16 ] |
| 100 m                    | 1'04"36  | sf              | Julija Efimova | 24 luglio 2017 | Campionati mondiali | Budapest, Ungheria     | [ 17 ] |
| 200 m                    | 2'17"55  | Record mondiale | Evgeniia Chikunova | 21 aprile 2023 | Campionati russi    | Kazan', Russia         | [ 18 ] |
| Farfalla                 |          |                 | |                |                     |                        |        |
| 50 m                     | 25"30    |                 | Arina Surkova | 19 aprile 2023 | Campionati russi    | Kazan', Russia         | [ 3 ]  |
| 100 m                    | 56"42    |                 | Daria Klepikova | 27 luglio 2025 | Campionati mondiali | Singapore, Singapore   |        |
| 200 m                    | 2'07"33  |                 | Svetlana Čimrova | 6 agosto 2018  | Campionati europei  | Glasgow, Regno Unito   |        |
| Misti                    |          |                 | |                |                     |                        |        |
| 200 m                    | 2'09"56  |                 | Viktorija Andreeva | 19 aprile 2016 | Campionati russi    | Mosca, Russia          | [ 19 ] |
| 400 m                    | 4'36"25  | b               | Jana Martynova | 9 agosto 2008  | Giochi olimpici     | Pechino, Cina          | [ 20 ] |
| Staffette a stile libero |          |                 | |                |                     |                        |        |
| 4x100 m                  | 3'34"69  |                 | Squadra nazionale Daria Trofimova (53"77) Aleksandra Kuznetsova (54"00) Alina Gaifutdinova (54"24) Daria Klepikova (52"68)         | 27 luglio 2025 | Campionati mondiali | Singapore, Singapore   |        |
| 4x200 m                  | 7'48"25  |                 | Squadra nazionale Anna Egorova (1'58"19) Anastasia Guzhenkova (1'56"43) Valeria Salamatina (1'56"93) Veronika Andrusenko (1'56"70) | 25 luglio 2019 | Campionati mondiali | Gwangju, Corea del Sud |        |
| Staffetta mista          |          |                 | |                |                     |                        |        |
| 4x100 m                  | 3'53"38  | Record europeo  | Squadra nazionale Anastasija Zueva (58"96) Julija Efimova (1'04"03) Svetlana Čimrova (56"99) Veronika Popova (53"40)               | 30 luglio 2017 | Campionati mondiali | Budapest, Ungheria     | [ 21 ] |

Legenda:  - Record del mondo;  - Record europeo;

Record non ottenuti in finale: (b) - batteria; (sf) - semifinale; (s) - staffetta prima frazione.

### Mista
| Gara                     | Tempo   | + | Atleta | Data           | Evento              | Luogo                  | Ref |
| ------------------------ | ------- | - | --- | -------------- | ------------------- | ---------------------- | --- |
| Staffetta a stile libero |         |   | |                |                     |                        |     |
| 4x100 m                  | 3'22"72 |   | Squadra nazionale Vladislav Grinëv (48"42) Vladimir Morozov (47"31) Marija Kameneva (52"95) Daria Ustinova (54"04) | 27 luglio 2019 | Campionati mondiali | Gwangju, Corea del Sud |     |
| Staffetta mista          |         |   | |                |                     |                        |     |
| 4x100 m                  | 3'37"97 |   | Squadra nazionale Miron Lifincev (51"78) Kirill Prigoda (57"56 ) Daria Klepikova (55"97) Daria Trofimova (52"66)   | 30 luglio 2025 | Campionati mondiali | Singapore, Singapore   |     |

Legenda:  - Record del mondo;  - Record europeo;

Record non ottenuti in finale: (b) - batteria; (sf) - semifinale; (s) - staffetta prima frazione.

## Vasca corta (25m)

### Uomini
| Gara                     | Tempo    | +               | Atleta | Data                              | Evento                        | Luogo                                  | Ref           |
| ------------------------ | -------- | --------------- | --- | --------------------------------- | ----------------------------- | -------------------------------------- | ------------- |
| Stile libero             |          |                 | |                                   |                               |                                        |               |
| 50 m                     | 20"31    |                 | Vladimir Morozov | 15 dicembre 2017                  | Campionati europei            | Copenaghen, Danimarca                  | [ 23 ]        |
| 100 m                    | 44"95    |                 | Vladimir Morozov | 16 novembre 2018                  | Coppa del Mondo               | Singapore, Singapore                   |               |
| 200 m                    | 1'40"08  |                 | Danila Izotov | 13 dicembre 2009                  | Campionati europei            | Istanbul, Turchia                      | [ 24 ]        |
| 400 m                    | 3'35"30  |                 | Aleksandr Krasnych | 6 dicembre 2016                   | Campionati mondiali           | Windsor, Canada                        | [ 25 ]        |
| 800 m                    | 7'33"97  |                 | Savely Luzin | 24 novembre 2024                  | Campionati russi              | San Pietroburgo, Russia                |               |
| 1500 m                   | 14'16"13 |                 | Jurij Prilukov | 9 dicembre 2006                   | Campionati europei            | Helsinki, Finlandia                    | [ 26 ]        |
| Dorso                    |          |                 | |                                   |                               |                                        |               |
| 50 m                     | 22"11    | Record mondiale | Kliment Kolesnikov | 23 novembre 2022                  | Solidarity Games              | Kazan', Russia                         |               |
| 100 m                    | 48"58    | s               | Kliment Kolesnikov | 21 novembre 2020                  | International Swimming League | Budapest, Ungheria                     |               |
| 200 m                    | 1'46"11  | Record europeo  | Arkadij Vjatčanin | 15 novembre 2009                  | Coppa del Mondo               | Berlino, Germania                      | [ 27 ]        |
| Rana                     |          |                 | |                                   |                               |                                        |               |
| 50 m                     | 25"48    | sf              | Kirill Prigoda | 14 dicembre 2024                  | Campionati mondiali           | Budapest, Ungheria                     |               |
| 100 m                    | 55"49    |                 | Kirill Prigoda | 12 dicembre 2024                  | Campionati mondiali           | Budapest, Ungheria                     |               |
| 200 m                    | 2'00"16  | Record mondiale | Kirill Prigoda | 13 dicembre 2018                  | Campionati mondiali           | Hangzhou, Cina                         | [ 28 ]        |
| Farfalla                 |          |                 | |                                   |                               |                                        |               |
| 50 m                     | 22"07    |                 | Oleg Kostin | 9 novembre 2019                   | Campionati russi              | Kazan', Russia                         |               |
| 100 m                    | 48"48    | Record europeo  | Evgenij Korotyškin | 15 novembre 2009                  | Coppa del Mondo               | Berlino, Germania                      | [ 29 ]        |
| 200 m                    | 1'49"46  |                 | Nikolaj Skvorcov | 12 dicembre 2009                  | Campionati europei            | Istanbul, Turchia                      | [ 30 ]        |
| Misti                    |          |                 | |                                   |                               |                                        |               |
| 100 m                    | 50"26    | Record europeo  | Vladimir Morozov | 28 settembre 2018 9 novembre 2018 | Coppa del Mondo               | Eindhoven, Paesi Bassi Tokyo, Giappone | [ 31 ] [ 32 ] |
| 200 m                    | 1'52"13  |                 | Alexey Sudarev | 18 dicembre 2023                  | Vladimir Salnikov cup         | San Pietroburgo, Russia                |               |
| 400 m                    | 3'56"47  | Record europeo  | Ilia Borodin | 20 dicembre 2021                  | Campionati mondiali           | Abu Dhabi, Emirati Arabi Uniti         |               |
| Staffette a stile libero |          |                 | |                                   |                               |                                        |               |
| 4x50 m                   | 1'22"22  |                 | Squadra nazionale Vladimir Morozov (20"39) Evgenij Sedov (20"82) Ivan Kuzmenko (20"64) Evgenij Rylov (20"37)               | 14 dicembre 2018                  | Campionati mondiali           | Hangzhou, Cina                         |               |
| 4x100 m                  | 3'03"11  | Record europeo  | Squadra nazionale Vladislav Grinëv (46"38) Sergej Fesikov (46"21) Vladimir Morozov (45"06) Kliment Kolesnikov (45"46)      | 11 dicembre 2018                  | Campionati mondiali           | Hangzhou, Cina                         |               |
| 4x200 m                  | 6'46"84  | Record europeo  | Squadra nazionale Martin Maljutin (1'42"34) Michail Vekoviščev (1'41"57) Ivan Girev (1'41"85) Aleksandr Krasnych (1'41"08) | 14 dicembre 2018                  | Campionati mondiali           | Hangzhou, Cina                         |               |
| Staffette miste          |          |                 | |                                   |                               |                                        |               |
| 4x50 m                   | 1'30"44  |                 | Squadra nazionale Kliment Kolesnikov (22"83) Kirill Prigoda (25"26) Aleksandr Popkov (22"11) Vladimir Morozov (20"24)      | 17 dicembre 2017                  | Campionati europei            | Copenaghen, Danimarca                  | [ 33 ]        |
| 4x100 m                  | 3'18"68  | Record mondiale | Neutral Athletes B Miron Lifincev (49"31) Kirill Prigoda (55"15) Andrei Minakov (48"80) Egor Kornev (45"42)                | 15 dicembre 2024                  | Campionati mondiali           | Budapest, Ungheria                     |               |

Legenda:  - Record del mondo;  - Record europeo;

Record non ottenuti in finale: (b) - batteria; (sf) - semifinale; (s) - staffetta prima frazione.

### Donne
| Gara                     | Tempo    | +              | Atleta | Data              | Evento                        | Luogo                   | Ref    |
| ------------------------ | -------- | -------------- | --- | ----------------- | ----------------------------- | ----------------------- | ------ |
| Stile libero             |          |                | |                   |                               |                         |        |
| 50 m                     | 23"35    |                | Marija Kameneva | 25 novembre 2022  | Solidarity Games              | Kazan', Russia          |        |
| 100 m                    | 51"62    |                | Daria Klepikova | 12 dicembre 2024  | Campionati mondiali           | Budapest, Ungheria      |        |
| 200 m                    | 1'52"46  |                | Veronika Andrusenko | 5 dicembre 2015   | Campionati europei            | Netanya, Israele        | [ 35 ] |
| 400 m                    | 3'58"25  |                | Veronika Andrusenko | 8 novembre 2019   | Campionati russi              | Kazan', Russia          |        |
| 800 m                    | 8'04"67  |                | Anastasiya Kirpichnikova | 3 novembre 2021   | Campionati europei            | Kazan', Russia          |        |
| 1500 m                   | 15'18"30 |                | Anastasiya Kirpichnikova | 5 novembre 2021   | Campionati europei            | Kazan', Russia          |        |
| Dorso                    |          |                | |                   |                               |                         |        |
| 50 m                     | 25"60    | Record europeo | Marija Kameneva | 24 novembre 2022  | Solidarity Games              | Kazan', Russia          |        |
| 100 m                    | 56"10    |                | Marija Kameneva | 5 dicembre 2019   | Campionati europei            | Glasgow, Regno Unito    |        |
| 200 m                    | 2'01"57  |                | Dar'ja Ustinova | 4 dicembre 2015   | Campionati europei            | Netanya, Israele        | [ 36 ] |
| Rana                     |          |                | |                   |                               |                         |        |
| 50 m                     | 29"08    | [ 37 ]         | Julija Efimova | 31 agosto 2016    | Coppa del Mondo               | Berlino, Germania       | [ 38 ] |
| 100 m                    | 1'02"91  |                | Julija Efimova | 3 settembre 2016  | Coppa del Mondo               | Mosca, Russia           | [ 39 ] |
| 200 m                    | 2'14"70  | Record europeo | Evgeniia Chikunova | 25 novembre 2022  | Solidarity Games              | Kazan', Russia          |        |
| Farfalla                 |          |                | |                   |                               |                         |        |
| 50 m                     | 24"58    |                | Arina Surkova | 23 novembre 2023  | Campionati russi              | San Pietroburgo, Russia | [ 40 ] |
| 100 m                    | 55"63    |                | Arina Surkova | 25 novembre 2023  | Campionati russi              | San Pietroburgo, Russia | [ 41 ] |
| 200 m                    | 2'03"76  |                | Svetlana Čimrova | 30 settembre 2021 | International Swimming League | Napoli, Italia          |        |
| Misti                    |          |                | |                   |                               |                         |        |
| 100 m                    | 57"59    |                | Marija Kameneva | 6 dicembre 2019   | Campionati europei            | Glasgow, Regno Unito    |        |
| 200 m                    | 2'06"79  |                | Julija Efimova | 3 settembre 2016  | Coppa del Mondo               | Mosca, Russia           | [ 42 ] |
| 400 m                    | 4'31"13  |                | Anastasija Ivanenko | 15 novembre 2009  | Coppa del Mondo               | Berlino, Germania       | [ 43 ] |
| Staffette a stile libero |          |                | |                   |                               |                         |        |
| 4x50 m                   | 1'34"92  |                | Squadra nazionale Rozaliya Nasretdinova (24"18) Arina Surkova (23"41) Marija Kameneva (23"70) Daria Klepikova (23"63)            | 2 novembre 2021   | Campionati europei            | Kazan', Russia          |        |
| 4x100 m                  | 3'28"73  |                | Neutral Athletes B Daria Klepikova (51"96) Daria Trofimova (51"36) Milana Stepanova (53"27) Arina Surkova (52"14)                | 10 dicembre 2024  | Campionati mondiali           | Budapest, Ungheria      |        |
| 4x200 m                  | 7'39"93  |                | Squadra nazionale Anna Egorova (1'54"18) Daria Mullakaeva (1'55"22) Anastasia Guzhenkova (1'53"94) Veronika Andrusenko (1'53"30) | 15 dicembre 2018  | Campionati mondiali           | Hangzhou, Cina          |        |
| Staffette miste          |          |                | |                   |                               |                         |        |
| 4x50 m                   | 1'44"19  |                | Squadra nazionale Marija Kameneva (26"42) Nika Godun (29"47) Arina Surkova (24"49) Daria Klepikova (23"81)                       | 4 novembre 2021   | Campionati europei            | Kazan', Russia          |        |
| 4x100 m                  | 3'49"35  |                | Neutral Athletes B Elizaveta Agapitova (58"16) Evgeniia Chikunova (1'03"26) Arina Surkova (56"48) Daria Klepikova (51"45)        | 15 dicembre 2024  | Campionati mondiali           | Budapest, Ungheria      |        |

Legenda:  - Record del mondo;  - Record europeo;

Record non ottenuti in finale: (b) - batteria; (sf) - semifinale; (s) - staffetta prima frazione.

### Mista
| Gara                     | Tempo   | +              | Atleta | Data             | Evento              | Luogo                | Ref |
| ------------------------ | ------- | -------------- | --- | ---------------- | ------------------- | -------------------- | --- |
| Staffetta a stile libero |         |                | |                  |                     |                      |     |
| 4x50 m                   | 1'28"53 |                | Squadra nazionale Vladimir Morozov (20"65) Vladislav Grinëv (20"65) Arina Surkova (23"87) Marija Kameneva (23"17) | 7 dicembre 2019  | Campionati europei  | Glasgow, Regno Unito |     |
| Staffetta mista          |         |                | |                  |                     |                      |     |
| 4x50 m                   | 1'35"36 | Record europeo | Neutral Athletes B Miron Lifincev (48"90) Kirill Prigoda (54"86) Arina Surkova (55"63) Daria Klepikova (51"08)    | 14 dicembre 2024 | Campionati mondiali | Budapest, Ungheria   |     |

Legenda:  - Record del mondo;  - Record europeo;

Record non ottenuti in finale: (b) - batteria; (sf) - semifinale; (s) - staffetta prima frazione.